# Urrasse
Als Urrassen werden hypothetische frühe Haustierrassen verstanden, von denen heutige Rassen direkt abstammen.

## Historisches
Versuche, die vielfältigen Erscheinungsformen der Lebewesen zu systematisieren, sind alt. So hat beispielsweise Aristoteles in seinem Werk Historia animalium im 4. Jahrhundert v. Chr. schon derartige Systematisierungen vorgenommen. Lange ging man jedoch davon aus, dass die Arten eine von Gott gestaltete Schöpfung und deshalb unveränderlich seien.
Noch Carl von Linné ging im 18. Jahrhundert von unveränderlichen Arten aus; auf ihn geht die moderne Taxonomie zurück. Linné stellte auch Überlegungen zur taxonomischen Einordnung des Haushunds an. Er bezeichnete ihn als canis familiaris und stellte ihn damit neben den Wolf canis lupus, was – aus heutiger Sicht – eine enge Verwandtschaft nahelegt, von Linné aber nicht als solche, sondern bloß als Ähnlichkeit interpretiert wurde. Heute wird mit der Bezeichnung Canis lupus familiaris die Zugehörigkeit zur Art Canis lupus (Wolf) taxonomisch abgebildet. Da Linné von der Unveränderbarkeit der Arten ausging, suchte er nicht nach Abstammungslinien; Urrassen, wie sie später postuliert wurden, kamen in seiner Systematik noch nicht vor. Erst mit der Erkenntnis, dass Lebewesen sich verändern und weder Arten noch Rassen unveränderlich sind, begann die Suche nach Abstammungslinien. Die ersten Urrassen-Theorien entstanden.

## Vermutete Urrassen des Haushunds
Es gibt verschiedene Theorien über Urrassen; die bedeutendste geht auf den Kynologen Theophil Studer zurück und stellt fünf hypothetische Urrassen dar. Sie wurde zur gleichen Zeit formuliert, als Ludwig Wilser die Bezeichnung Homo primigenius für einen hypothetischen „Urmenschen“ in die Paläoanthropologie einführte (vergl. Archaischer Homo sapiens).

Hypothetischer, durch DNA-Analysen widerlegter Rassestammbaum nach Studer (1901)

Studer postulierte 1901 einen Canis ferus – einen dingo-ähnlichen Wildcaniden – von dem er annahm, dass alle Hunde von ihm abstammten. Dieser Canis ferus  sei dann zum Canis poutiantini domestiziert worden, zum Urhund. Diese Urhunde hätten sich später zu den folgenden drei Urrassen fortentwickelt:
- Canis leineri: die hypothetische Stammform der Windhunde und des Irischen Wolfshunds
- Canis intermedius: die hypothetische Stammform der Jagdhunde
- Canis matris optimae: die hypothetische Stammform der Schäferhunde

Eine weitere Urrasse ist Studer zufolge durch Kreuzung des Urhunds mit dem Wolf entstanden:
- Canis inostranzeni: die hypothetische Stammform der Nordischen Hunde, des Deutschen Schäferhunds und des Mastiffs

Heute hingegen gehen die Forscher davon aus, dass die frühe Formenvielfalt der Haushunde ein charakteristisches Merkmal der Domestikation ist und nicht auf bestimmte, von unterschiedlichen Arten herleitbare Zuchtlinien zurückzuführen ist. Daher wird auch die Zusammenfassung gleichartiger Hundetypen und ihre Charakterisierung als (Ur-)Rasse heute als falsch angesehen. Auch moderne DNA-Analysen haben die früheren Herleitungen der Haushunde von unterschiedlichen Arten widerlegt: Alle Haushunde stammen diesen Befunden zufolge vom Wolf ab.

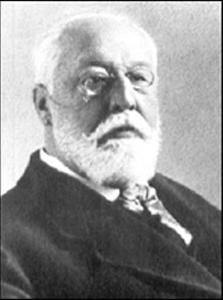
Theophil Studer (1845–1922)

Während in einigen Arbeiten aus dem 18. Jahrhundert der Schakal als möglicher Vorfahre aller Hunde postuliert wurde, stammt bei Studer nur eine Urrasse von ihm ab. Durch Kreuzung des hypothetischen Urhunds mit dem Goldschakal (Canis aureus) ist Studer zufolge eine fünfte hypothetische Urrasse entstanden:
- Canis palustris: der Torfspitz, die Stammform der Chow-Chows, Spitze, Pinscher und Terrier

DNA-Analysen haben die Theorie der Abstammung des Haushunds vom Schakal inzwischen aber eindeutig und zweifelsfrei widerlegt.
Im 20. Jahrhundert wurde die Schakaltheorie im deutschsprachigen Raum besonders von Konrad Lorenz vertreten, der zwischen dem vom Wolf abstammenden Einmannhund und dem vom Schakal abstammenden Kalfakter unterschied. Bereits Mitte des 20. Jahrhunderts war diese Theorie aber aufgrund von morphologischen Untersuchungen und Verhaltensstudien weitgehend verworfen worden.
- Die damals angeführten morphologischen Gründe waren:
  - Der Schakal hat ein kleineres Gehirn als der Hund; eine Verkleinerung des Gehirns gilt jedoch als Domestikationsmerkmal
  - Hirnstrukturen von Wolf und Hund weisen große Übereinstimmung auf, nicht aber die von Hund und Schakal

- Die damals angeführten verhaltensbiologischen Gründe waren:
  - Schakal und Hund paaren sich nicht freiwillig
  - Das Heulen von Schakalen klingt anders als das der Wölfe und Hunde, Hunde reagieren nicht darauf
  - Warnlaute von Wolf und Hund haben Ähnlichkeiten, die von Hund und Schakal nicht
  - Die Mimik von Hund und Schakal ist deutlich unterschiedlich, während es bei Hund und Wolf Parallelen gibt

## Weitere Verwendungen des Begriffs
Der Begriff Urrasse wurde auch verwendet, um ursprünglich in einer bestimmten Region beheimatete Rassen zu kennzeichnen.